# ريج غرانت
ريج غرانت (بالإنجليزية: Reg Grant)‏ هو طيار نيوزيلندي، ولد في 3 يونيو 1914 في Woodville, New Zealand ‏ في نيوزيلندا، وتوفي في 28 فبراير 1944.